# 고무줄 놀이
고무줄 놀이는 길게 늘어진 고무줄을 양쪽에서 잡거나 기둥에 묶어 고무줄의 탄력성을 이용하여 노래에 맞추어 고무줄 사이를 넘나드는 놀이이다. 주로 여자아이들이 하는 놀이이다. 통상적으로 고무줄을 양쪽에서 잡아 놀이를 하는 경우, 고무줄 위치를 바닥에서 발목으로, 발목에서 무릎으로, 이후 엉덩이, 허리, 겨드랑이, 어깨, 머리, 머리 위 한뼘, 팔을 머리 위로 끝까지 뻗친 높이 순으로 단계를 올려가며 상대보다 높은 단계까지 이르게 되면 놀이에서 승리한다.